# Philippe Garrel
Pour les articles homonymes, voir Garrel.
Ne doit pas être confondu avec Philippe Garel ou Philippe Harel.
Philippe Garrel est un réalisateur français né le 6 avril 1948 à Boulogne-Billancourt.
Ses réalisations reviennent souvent sur la jeunesse contestataire des années 1960 dont il est issu.

## Biographie

### Famille et vie privée
Philippe Garrel est le fils de l'acteur Maurice Garrel et le frère du producteur Thierry Garrel. Il est le père des acteurs Louis Garrel et Esther Garrel qu'il a eus avec la comédienne Brigitte Sy.
Il a partagé pendant dix ans la vie de la chanteuse Nico puis pendant vingt ans celle de la réalisatrice Caroline Deruas avec qui il a eu une fille, Lena Garrel, actrice. 
Il a mis en scène, au cinéma, ses amis et plusieurs membres de sa famille.

### Jeunesse et formation
Profitant de la carrière florissante de son père dans le cinéma des années 1960, il devient stagiaire à 16 ans sur Le Vieil Homme et l'Enfant de Claude Berri. Ayant les moyens de racheter des chutes de pellicule à la fin du tournage, il réalise — en trois jours — son premier court métrage Les Enfants désaccordés, dans lequel Maurice Garrel joue le rôle du père.
Avec Bernadette Lafont, Jackie Raynal, Pierre Clémenti, Daniel Pommereulle, André Weinfeld, Jean-Pierre Kalfon, il rejoint le groupe Zanzibar, un ensemble de jeunes dandys et d'artistes engagés dans un cinéma d'avant-garde expérimental, fondé et financé par la mécène Sylvina Boissonnas,.

### Carrière dans le cinéma
Si son premier long métrage Marie pour mémoire date de 1967, il lui faut  attendre 1982 pour accéder à la renommée critique avec L'Enfant secret qui reçoit le prix Jean-Vigo.
À la fin du mois de mai 1968, paniquant devant l’ampleur de la contestation, il part à Munich pour tourner son deuxième long métrage, Le Révélateur, avec Bernadette Lafont et Laurent Terzieff.
Sa rencontre avec la chanteuse Nico lui inspire plusieurs films dont elle composera la musique. Entre 1970 et 1972, il tourne La Cicatrice intérieure, au Nouveau-Mexique, en Islande, en Italie et en Égypte, Les Hautes Solitudes en 1973, Un ange passe en 1975, Le Berceau de cristal en 1976. De sa séparation douloureuse d'avec Nico il tirera L'Enfant secret, avec deux anciens acteurs de Robert Bresson, Anne Wiazemsky et Henri de Maublanc.

À partir des années 1980, son cinéma, très expérimental jusque-là, renoue avec la narration. Il reconnaît d'ailleurs cette rupture dans son œuvre : 

« C’est vrai qu’au tournant des années 80, les cinéastes de ma génération, Chantal Akerman, Werner Schroeter, nous qui étions tous très godardiens, sommes revenus vers le récit, le scénario. »

Liberté la nuit (1984) raconte à la fois le combat d'un homme et d'une femme durant la guerre d'Algérie et un double amour. Philippe Garrel donne le rôle masculin à son père, Maurice, et les rôles féminins à Emmanuelle Riva et Christine Boisson.
Dans Rue Fontaine (1984), un court métrage réalisé pour le film à sketchs Paris vu par... 20 ans après, il rassemble à l'écran Jean-Pierre Léaud et Christine Boisson et se met lui-même en scène.
En 1987, il réalise Les Ministères de l'art pour la télévision ; il s'y entretient avec Jacques Doillon, Chantal Akerman, André Téchiné, Benoît Jacquot, Leos Carax, Juliet Berto et Werner Schroeter. Puis il revient sur sa difficile histoire d'amour avec Nico dans J'entends plus la guitare.
Son plus grand succès en salles, avec 95 000 entrées, est Le Vent de la nuit en 1999.
Dans Les Amants réguliers (2005), récit autobiographique sur les événements de mai 68, il donne le principal rôle masculin à son fils Louis Garrel. Le film, diffusé sur Arte devant 180 000 téléspectateurs, ne fera que 38 000 entrées, par la suite en salles.
En 2013, il tourne La Jalousie avec son fils et Anna Mouglalis,. En juin 2014, il tourne à Paris L'Ombre des femmes avec Clotilde Courau et Stanislas Merhar. Le film ouvre la Quinzaine des réalisateurs lors du festival de Cannes 2015.
Il dirige à de nombreuses reprises des élèves du Conservatoire national supérieur d'art dramatique où il donne des cours de comédie.

### Récompenses
Philippe Garrel est récompensé deux fois à la Mostra de Venise par le Lion d'argent du meilleur réalisateur : en 1991 pour J'entends plus la guitare et en 2005 pour Les Amants réguliers, qui vaut au chef opérateur William Lubtchansky un Osella, saluant sa « remarquable contribution artistique ». 

Garrel déclare en recevant son prix en 2005 : 

« Je suis un cinéaste indépendant français et je suis fier que des Italiens me récompensent. L'Italie est pour moi comme une grande université du cinéma. »

## Analyse de l'œuvre

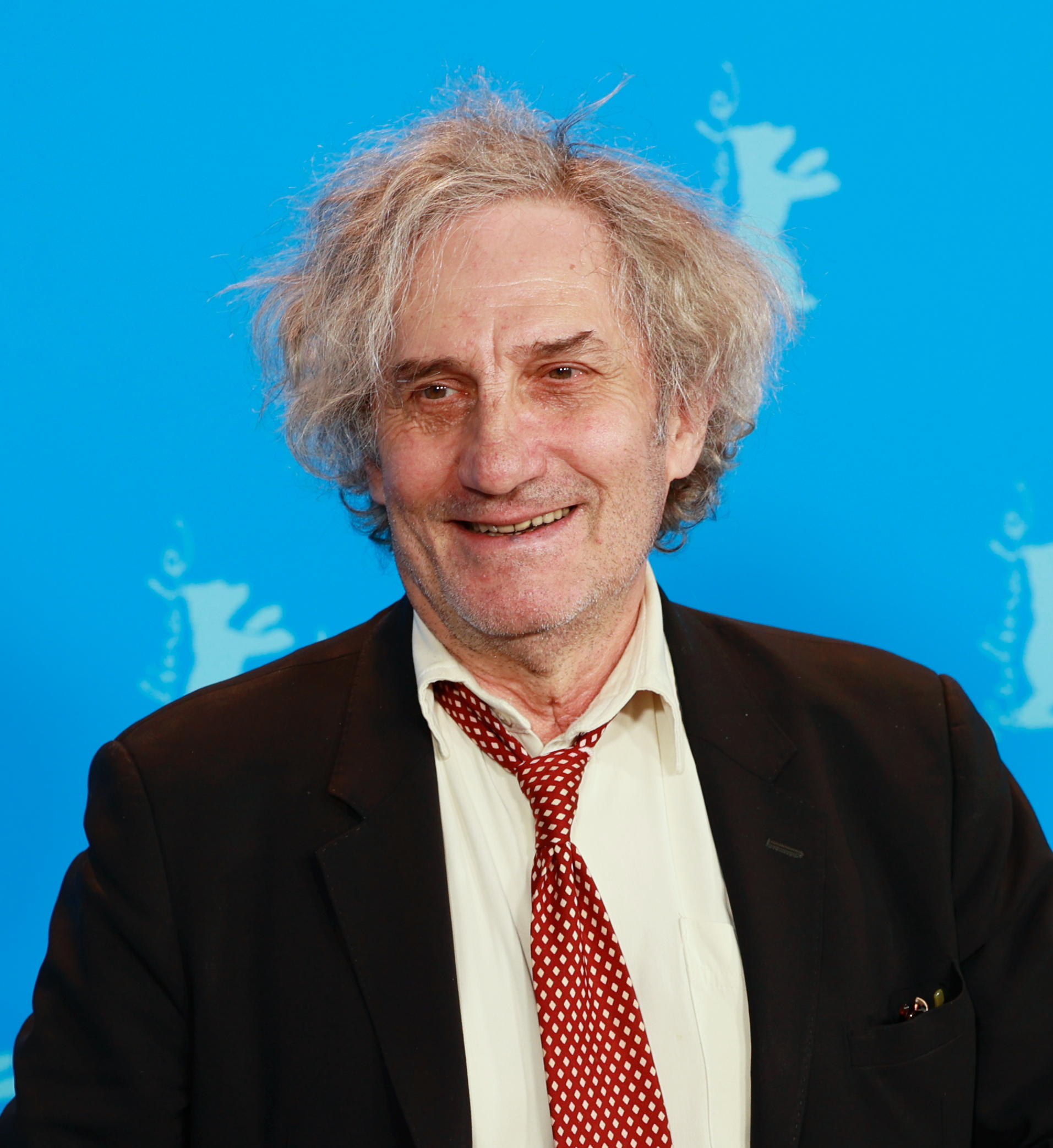
Philippe Garrel à la Berlinale 2023.

Son œuvre, favorablement accueillie par une bonne partie de la critique, à commencer par les Cahiers du cinéma, trouve néanmoins une audience publique relativement confidentielle.
Très influencés par l'underground, ses premiers longs métrages, produits de manière artisanale, vont à contre-courant de la dramaturgie et des modes de financement majoritaires de l'industrie du cinéma. Ses films reposent généralement sur un canevas très ténu, une narration linéaire, des décors et des dialogues réduits à leur strict minimum et plusieurs plans fixes. Le rythme est souvent lent et ses réalisations comportent une esthétique contemplative dérivant, par instant, vers l'onirisme. Son œuvre constitue un ensemble cohérent par l'expression d'un « je » cinématographique. En effet, ses réalisations le mettent souvent en scène dans une série de personnages conçus comme des alter ego sur l'exemple de François Truffaut auxquels ils empruntent aussi le thème de l'adolescence perturbée.
Dans plusieurs films, les personnages ont le même âge que le réalisateur : lorsqu'il est adolescent, ils sont adolescents ; une fois qu'il devient père il filme son fils Louis dans Les Baisers de secours et, avec La Naissance de l'amour, il parle de la vie de famille et des rapports amoureux du point de vue de l'homme de 45 ans qu'il est devenu.
Les Cahiers du cinéma notent, à la sortie de La Naissance de l'amour en 1993, que, périodiquement, Garrel arrive à un problème esthétique, une question artistique qui ne peut se résoudre facilement. Cet obstacle revivifie son cinéma. C'est ce qui arrive à la fin des années 1970, lorsque, avec les films de la fin de la première période (Voyage au jardin des morts ou Le Bleu des origines), Garrel arrive à une limite dans sa veine « hermétique », celle de « l'art pour l'art ». Il repart alors vers l'autobiographie et réalise L'Enfant secret, film que les Cahiers qualifient de « magnifique ». La limite de la veine autobiographique serait Elle a passé tant d'heures sous les sunlights, où le cinéaste paraît vouloir « tout montrer et tout garder » : aussi bien les claps des plans que la crise d'appendicite qu'il vient d'avoir.
Les trois films suivants sont écrits avec des scénaristes (comme Jean-François Goyet) ou des écrivains (Muriel Cerf, Marc Cholodenko) tandis que Garrel se dote d'équipes de tournage et de montage plus professionnelles qu'à ses débuts. C'est ensuite sans doute après s'être confronté à la question du deuil dans J'entends plus la guitare, film « semi-réussi » d'après les Cahiers, qui aborde la mort de la chanteuse Nico, qu'il a pu réaliser La Naissance de l'amour, un de ses plus beaux films selon la revue qui le qualifie de « libre et inspiré », où la douleur est aussi présente mais où « elle se teinte plutôt d'une douce mélancolie ».

Si on décèle plusieurs emprunts à la Nouvelle Vague (notamment à Jean-Luc Godard ou à Jean Eustache), son cinéma, intimiste et personnel, s'en écarte en grande partie. Dans l'entretien qu'il accorde au magazine Les Inrockuptibles après la sortie d'Un été brûlant (2011), il se définit lui-même comme le disciple de Jean-Luc Godard : 

« […], ça me convient assez de me définir comme le disciple de Godard. C’est mon maître. Il arrive à faire des choses auxquelles je ne suis jamais arrivé. »

L'écrivain et critique Éric Neuhoff, dans un billet évoquant l'ensemble de son travail, ainsi que celui de Benoît Jacquot et de Jacques Doillon, estime leur cinéma « prétentieux », « narcissique », composé d'histoires d'incestes, d'hommes mûrs couchant avec de jeunes adolescentes.

## Accusations de violences sexuelles
En août 2023, cinq comédiennes mettent en cause Philippe Garrel au sein d'une enquête de Mediapart, l'accusant d'avoir des gestes déplacés, de tenter des baisers non consentis et de leur avoir demandé des faveurs sexuelles en échange d'un rôle,

## Filmographie

### Cinéma

#### Longs métrages
- 1967 : Marie pour mémoire
- 1968 : Le Révélateur
- 1968 : La Concentration
- 1968 : Anémone
- 1969 : Le Lit de la Vierge
- 1971 : La Cicatrice intérieure
- 1973 : Les Hautes Solitudes
- 1975 : Un ange passe
- 1976 : Le Berceau de cristal
- 1979 : Le Bleu des origines
- 1982 : L'Enfant secret
- 1983 : Liberté, la nuit
- 1985 : Elle a passé tant d'heures sous les sunlights
- 1988 : Les Ministères de l'art (documentaire)
- 1989 : Les Baisers de secours
- 1991 : J'entends plus la guitare
- 1993 : La Naissance de l'amour
- 1996 : Le Cœur fantôme
- 1999 : Le Vent de la nuit
- 2001 : Sauvage Innocence
- 2005 : Les Amants réguliers
- 2008 : La Frontière de l'aube
- 2011 : Un été brûlant
- 2013 : La Jalousie
- 2015 : L'Ombre des femmes
- 2017 : L'Amant d'un jour
- 2020 : Le Sel des larmes
- 2023 : Le Grand Chariot

#### Courts métrages
- 1966 : Les Enfants désaccordés
- 1965 : Droit de visite
- 1968 : Actua 1[24]
- 1972 : Athanor
- 1978 : Voyage au jardin des morts
- 1984 : Paris vu par... 20 ans après, segment Rue Fontaine

### Télévision
- 1967 : Le Jeune cinéma : Godard et ses émules, entretiens réalisés pour l'ORTF avec des réalisateurs proches de Jean-Luc Godard[25]

## Distinctions

### Récompenses
- Prix Jean-Vigo 1982 pour L'Enfant secret
- Mostra de Venise 1991 : Lion d'argent du meilleur réalisateur pour J'entends plus la guitare
- Mostra de Venise 2005 : Lion d'argent du meilleur réalisateur pour Les Amants réguliers
- Prix Louis-Delluc 2005 pour Les Amants réguliers
- Berlinale 2023 : Ours d'argent de la meilleure réalisation pour Le Grand Chariot

### Nomination
- Lumières 2016 : meilleur réalisateur pour L'Ombre des femmes

#### Ouvrages
- Gérard Courant (préf. Dominique Païni), Philippe Garrel : entretiens, Studio 43 (Paris), 1983.
- Jacques Déniel (sous la dir. de), Philippe Garrel, éditions Studio 43 (Dunkerque) - MJC de Dunkerque, 1989.
- Thomas Lescure (préf. Jean-Luc Godard, Leos Carax et Jean Douchet), Une caméra à la place du cœur : entretiens, Aix-en-Provence, Institut de l'Image, 1992.
- Stefano Della Casa et Roberto Turigliatto, Philippe Garrel, Lindau Cinema, 1994.
- RosaMaria Salvatore, Traettorie dello sguardo Il cinema di Philippe Garrel, Il Poligrafo, 2002.
- Quim Casa (sous la dir. de), Philippe Garrel El cine revelado, Festival de Saint-Sébastien, 2007.
- Valentina Domenici, Il corpo e l'immagine Il primo cinema di Philippe Garrel, Armando editore, 2008.
- Philippe Azoury, Philippe Garrel en substance, Capricci, 2013.
- Dominique Bax (sous la dir. de), Philippe Garrel, Théâtre au cinéma Bobigny 2013, 2013.
- Thibault Grasshoff, Philippe Garrel : une esthétique de la survivance. Essai sur la mémoire et la mélancolie, Lettmotif, 2015.
- Kim Eunhee (sous la dir. de), Philippe Garrel, désespoir éblouissant, hm, 2016.
- Michael Leonard, Philippe Garrel, Manchester University Press, 2020.

#### Articles
- André Habib, « La rue est entrée dans la chambre ! : Mai 68, la rue et l’intimité dans The Dreamers et Les amants réguliers », Cinémas : revue d'études cinématographiques/ Cinémas: Journal of Film Studies, vol. 21, no 1,‎ automne 2010, p. 59-77 (DOI 10.7202/1005630ar, lire en ligne)
- Dans les Cahiers du cinéma : 
  - Entretiens : « Cerclé sous vide » (n° 204, septembre 1968) ; « Entretien avec Philippe Garrel » (n° 344, février 1988) ; « Le refus du drame » (n° 424, octobre 1989) ; « Propos rompus » (n° 447, septembre 1991) ; « Au hasard de la rencontre » (n° 533, mars 1999) ; « L'homme d'une seule prise » (n° 563, décembre 2001) ; « L'art et mai 68 » (n° 606, novembre 2005) ; « Mon but est de faire des films d'amour politiques » (n° 671, octobre 2011) ; « Une caméra d'actualités » (n° 711, mai 2015)
  - Dialogues : « Dialogue en apesanteur, Philippe Garrel rencontre Leos Carax » (n° 365, novembre 1984) ; « Dialogue avec Serge Daney » (n° 443/444, mais 1991) ; « Dialogue avec Maurice Pialat » (n° 477, mars 1994)
  - Document : « Philippe Garrel, voyage second » - Discussion publique inédite de Philippe Garrel à Digne, avril 1979 (n° 688, avril 2013)

### Films sur Philippe Garrel
- 1998 : Philippe Garrel, portrait d’un artiste de Françoise Etchegaray.
- Entre 1975 et 1982, le cinéaste Gérard Courant a réalisé 6 longs métrages d'entretiens audio avec Philippe Garrel pour ses Carnets filmés qu'il a ensuite mis en images et qui ont tous été édités en DVD (3 doubles DVD) en 2012 par les Éditions L'Harmattan. Gérard Courant a ensuite poursuivi son travail de mémorialiste autour de l'œuvre de Garrel jusqu'en 2016 avec en particulier un ensemble de films tourné en 2015 à Séoul (Corée du Sud). Depuis 1975, Gérard Courant a consacré plus de 20 heures de films à Philippe Garrel et à son cinéma : 
  - 1975 : Philippe Garrel à Digne (Premier voyage)
  - 1979 : Philippe Garrel à Digne (Second voyage)
  - 1982 : Cinématon #193
  - 1982 : Passions (entretien avec Philippe Garrel I)
  - 1982 : Attention poésie (entretien avec Philippe Garrel II)
  - 1982 : L'Art, c'est se perdre dans les châteaux du rêve (entretien avec Philippe Garrel III)
  - 1982 : L'œuvre d'art est unique car elle consolide notre liberté (entretien avec Philippe Garrel IV)
  - 1982 : Jean Seberg, Philippe Garrel et Les Hautes solitudes
  - 1999 : Zanzibar à Saint-Sulpice
  - 2012 : Conversation avec Nanako Tsukidate en forme de promenade à travers mes films et les cinémas de Philippe Garrel et de Werner Schroeter
  - 2015 : Philippe Garrel vu par Jackie Raynal, Philippe Azoury et moi
  - 2015 : L’Exposition Philippe Garrel au MMCA de Séoul
  - 2015 : Philippe Garrel à Séoul (Première Master Class)
  - 2015 : Philippe Garrel à Séoul (Seconde Master Class)
  - 2015 : Voyage à Séoul à l’occasion d’une rétrospective de Philippe Garrel
  - 2016 : Jean Douchet et Philippe Garrel, la rencontre de Dijon